# Prime (Typografie)
Ein Prime [pɹaɪ̯m] (von englisch prime; auch [der] Prim, [die] Prime, Strich, Prime-Zeichen, auch Fußzeichen) ist das typografische Zeichen – ′ –, ein (im Gegensatz zum Apostroph) immer gerader, gegen die Vertikale leicht nach rechts geneigter Hochstrich, der am oberen Ende deutlich dicker als am unteren Ende ist und oben häufig (speziell bei Serifenschriften) in einer Rundung, unten in einer Rundung oder Spitze ausläuft. Er erstreckt sich zumeist mindestens von der x-Höhe bis zur Versalhöhe und überschreitet häufig Erstere etwas nach unten bzw. Letztere etwas nach oben. Er ist somit in den meisten Schriftarten deutlich länger als der Akut (´→é), ein Akzentzeichen, und regelmäßig deutlich weniger gegen die Vertikale geneigt als Letzterer.
Der einfache Prime (Hochstrich, Strich) – ′ – wird vor allem als Einheitenzeichen Minutenzeichen verwendet. Der Zweistrich (Doppelprime) – ″ – dient als Sekundenzeichen und Zollzeichen, jedoch wird er häufig durch das gerade Anführungszeichen auf der Tastatur – " – bzw. das schließende „deutsche“ Anführungszeichen – “ – ersetzt. Außerdem gibt es Unicode-Zeichen mit drei und vier Strichen und zu fast allen jeweils Zeichen mit horizontal gespiegelten Strichen, s. u. Im Bleisatz wurden noch mehrere Lettern mit einfachem Strich hintereinandergesetzt.
Eine Variante des Zeichens ist der Umschrift-Aufwärtsstrich (Unicode: U+02B9 modifier letter prime), der in vielen Schriftarten in der Gestalt dem Fußzeichen gleicht, jedoch ein Buchstabe ist und als solcher von Software behandelt wird, für die Wortgrenzen eine Rolle spielen.

## Geschichte
Früher war die Kennzeichnung von Minute und Sekunde als Zeiteinheiten durch einfache und doppelte Hochstriche sehr geläufig, daher die heutige Bezeichnung als „Minutenzeichen“ und „Sekundenzeichen“. Ebenso wurden sie für Fuß und Zoll verwendet, als „Zollzeichen“ kommt der Doppelstrich heute wohl am häufigsten im Alltag vor. Auch die deutschen Bezeichnungen „Punkt-Zeichen“ und „Linienzeichen“ rühren von damaligen Längenmaßen her.

## Bedeutung

### Bedeutungen des Einzelzeichens
- Weichheitszeichen bei der Transliteration kyrillischer Buchstaben (Palatalisierung)
- Minute, Winkeleinheit (1⁄60 Grad)
- Minute, Zeiteinheit (1⁄60 Stunde)
- Fuß, Längeneinheit; preußischer Rheinfuß: 1′ ≈ 31,39 cm, englisch foot: 1′ = 30,48 cm, französisch pied de Roi („Königsfuß“, Pariser Fuß): 1′ ≈ 32,48 cm
- Kennzeichnung eines entsprechenden zweiten Objekts in der Mathematik, z. B. die Ableitung einer Funktion oder das Bild einer Transformation
- eingestrichene Oktave in der Musik
- Kennzeichnung bei Nummern mit unterschiedlichem Bezug bei Chemikaliennamen
- Nummerierung von Atomen in Nukleinsäure-Molekülen mit 1′, 2′, etc. – siehe Nukleinsäure-Nomenklatur
- Tausendertrennzeichen zur Zifferngruppierung bei vielen Taschen- und Tischrechnern

### Bedeutungen des Doppelzeichens
- Härtezeichen bei der Transliteration kyrillischer Buchstaben
- Sekunde, Winkeleinheit (1⁄60 Minute)
- Sekunde, Zeiteinheit (1⁄60 Minute)
- Zoll, Längeneinheit (1⁄12 Fuß); englisch inch: 1″ = 25,4 mm, französisch pouce (Pariser Zoll): 1″ ≈ 27,07 mm
- Kennzeichnung eines entsprechenden dritten Objekts in der Mathematik, z. B. der zweiten Ableitung einer Funktion
- zweigestrichene Oktave in der Musik

Ein Zeichen, das ähnlich aussieht, aber nicht verwechselt werden sollte, ist das (gerade) Anführungszeichen (").

### Bedeutungen des Dreifachzeichens
- Tertie, veraltete Winkeleinheit (1⁄60 Sekunde), in astronomischen Angaben des 17. bis 18. Jahrhunderts (1‴ = 0.000004629°)
- Linie, alte Längeneinheit (1⁄12 Zoll); englisch ligne/line: 1‴ ≈ 2,117 mm,

französisch ligne (Pariser Linie): 1‴ ≈ 2,256 mm, bis circa 1950 für Libellen von Wasserwaagen, heute noch für Uhrmacher
- Kennzeichnung eines entsprechenden vierten Objekts in der Mathematik, z. B. der dritten Ableitung einer Funktion
- dreigestrichene Oktave in der Musik

### Bedeutung des Vierfachzeichens
- Scrupel, alte Längeneinheit (1⁄12 Linie); französisch scrupule/douzième: 1⁗ ≈ 0,188 mm,

etwa halb so groß wie ein heutiger typografischer Didot-Punkt, 1 dd = 0,375 mm
- Kennzeichnung eines entsprechenden fünften Objekts in der Mathematik
- viergestrichene Oktave in der Musik

## Weitere Benennungen, Codierung
Die Namen der Schriftzeichen sind für das Englische und Französische in der ISO/IEC 10646 und in Unicode festgelegt. Im Deutschen gibt es unterschiedliche Bezeichner:
| Zeichen * | Bezeichner                                      | Bezeichner      | Bezeichner      | Unicode | Unicode |
| Zeichen * | deutsch                                         | englisch        | französisch     | hex.    | dez.    |
| --------- | ----------------------------------------------- | --------------- | --------------- | ------- | ------- |
| ′         | Strich, Prim, Prime; Minutenzeichen             | prime           | prime           | U+2032  | 8242    |
| ″         | Zweistrich, Doppelprime; Zoll-, Sekundenzeichen | double prime    | double prime    | U+2033  | 8243    |
| ‴         | Dreistrich; Linienzeichen                       | triple prime    | triple prime    | U+2034  | 8244    |
| ⁗         | Vierstrich; Punkt-Zeichen                       | quadruple prime | quadruple prime | U+2057  | 8279    |

| Zeichen * | Bezeichner              | Bezeichner            | Bezeichner            | Unicode | Unicode |
| Zeichen * | deutsch                 | englisch              | französisch           | hex.    | dez.    |
| --------- | ----------------------- | --------------------- | --------------------- | ------- | ------- |
| ‵         | Gespiegelter Strich     | reversed prime        | prime réfléchi        | U+2035  | 8245    |
| ‶         | Gespiegelter Zweistrich | reversed double prime | double prime réfléchi | U+2036  | 8246    |
| ‷         | Gespiegelter Dreistrich | reversed triple prime | triple prime réfléchi | U+2037  | 8247    |

| Zeichen * | Bezeichner                  | Bezeichner                   | Bezeichner                  | Unicode | Unicode |
| Zeichen * | deutsch                     | englisch                     | französisch                 | hex.    | dez.    |
| --------- | --------------------------- | ---------------------------- | --------------------------- | ------- | ------- |
| ʹ         | Modifizierender Strich;     | modifier letter prime        | lettre modificative prime   | U+02B9  | 697     |
| ʺ         | Modifizierender Zweistrich; | modifier letter double prime | lettre modificative seconde | U+02BA  | 698     |

## Optisch ähnliche Zeichen
Anmerkungen: Deutsche Namen zusammengestellt aus Wikipedia, DIN 66303 und Google, englische Namen nach Unicode 5.2 und ISO/IEC 8859-1, französische Bezeichnung nach ISO/IEC 10646.
| Zeichen (250 %) | Windows- Code | Unicode (hex.) | Deutscher Name                                                                                     | Englischer Name                                                | Französischer Name                           |
| --------------- | ------------- | -------------- | -------------------------------------------------------------------------------------------------- | -------------------------------------------------------------- | -------------------------------------------- |
| ’               | 0146          | U+2019         | typografisch korrekter Apostroph, Hochkomma; einfaches englisches schließendes Anführungszeichen   | apostrophe right single quotation mark;                        | apostrophe                                   |
| '               | 039           | U+0027         | Ersatzzeichen für Apostroph und Anführungszeichen; einfaches gerades Anführungszeichen             | apostrophe                                                     | apostrophe                                   |
| ,               | 044           | U+002C         | Komma                                                                                              | comma                                                          | virgule                                      |
| `               | 096           | U+0060         | Gravis                                                                                             | grave accent                                                   | accent grave                                 |
| ̀                | –             | U+0300         | kombinierender Gravis                                                                              | combining grave accent                                         | diacritique accent grave (varia)             |
| ´               | 0180          | U+00B4         | Akut                                                                                               | acute accent                                                   | accent aigu                                  |
| ́                | –             | U+0301         | kombinierender Akut                                                                                | combining acute accent                                         | diacritique accent aigu (oxeia, tonos)       |
| ‚               | 0130          | U+201A         | einfaches Anführungszeichen links (unten, 9-Form) einfaches öffnendes Anführungszeichen            | single low-9 quotation mark; low single comma quotation mark   | guillemet-virgule inferieur                  |
| „               | 0132          | U+201E         | doppeltes Anführungszeichen links (99-Form); doppeltes öffnendes Anführungszeichen                 | double low-9 quotation mark; low double comma quotation mark   | guillemet-virgule double inférieur           |
| ”               | 0148          | U+201D         | doppeltes englisches Anführungszeichen rechts; doppeltes englisches schließendes Anführungszeichen | right double quotation mark; double comma quotation mark       | guillemet-apostrophe double                  |
| “               | 0147          | U+201C         | doppeltes Anführungszeichen rechts (66-Form); doppeltes schließendes Anführungszeichen             | left double quotation mark; double turned comma quotation mark | guillemet-apostrophe double culbuté          |
| ‘               | 0145          | U+2018         | einfaches Anführungszeichen rechts (oben, 6-Form); einfaches schließendes Anführungszeichen;       | left single quotation mark; single turned comma quotation mark | guillemet-apostrophe culbuté                 |
| ʻ               |               | U+02BB         | ʻOkina, Buchstabe Glottisschlag u. a. im Hawaiischen; kopfstehendes Hochkomma                      | ʻOkina; modifier letter turned comma                           | ʻOkina; lettre modificative virgule culbutée |